# Nagâț sudic

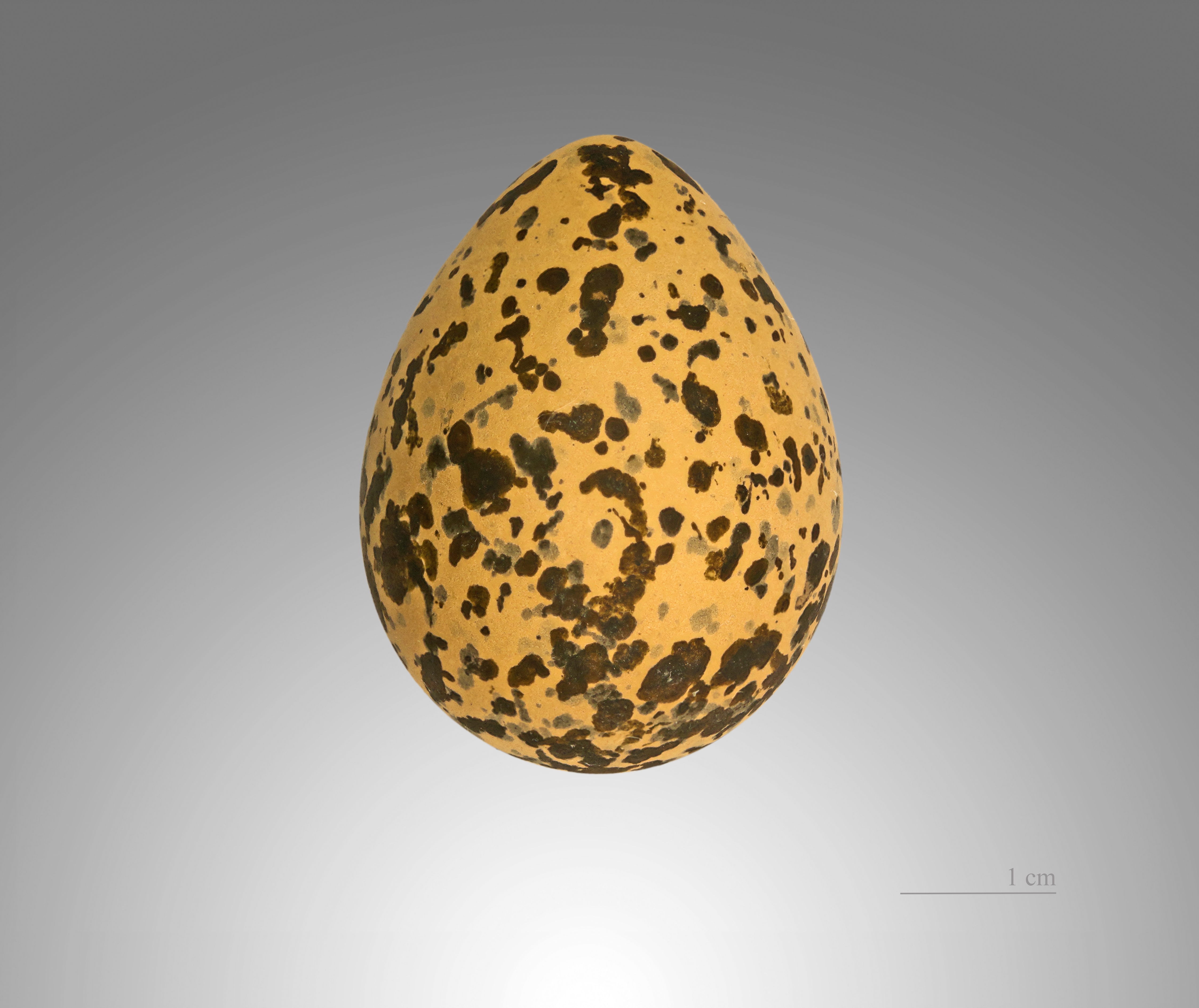
Vanellus spinosus

Nagâțul sudic (Pasărea pluvian) este o pasăre din familia Charadriidae.
Specia este crescută în zona de est a Mării Mediterane, și în mare măsură din Africa vestică până în Arabia Saudită. Păsările din Grecia și Turcia sunt migratoare, dar restul familiilor sunt sedentare.
Sunt păsări vizibile, au o mărime medie, pieptul, dunga de pe gât și coada sunt negre iar restul penajului este alb cu excepția aripilor, ce sunt de culoare maro-deschis. Picioarele sunt negre până la gheare care sunt tot negre. Provoacă zgomote puternice, sunetul semănând cu cuvintele englezești: did-he-do-it.
Această pasăre preferă habitatele mai umede. Hrana păsării pluvian este formată din insecte și alte nevertebrate care se găsesc din abundență sub scoarțele copacilor sau sub pietre. Despre cunoscuta Pasăre crocodil s-ar zice că este diferită de specia aceasta, dar s-a dovedit științific că oamenii care au afirmat acest lucru se înșală.
Depune două ouă gălbui în gropi. Pasărea pluvian mai este cunoscută și pentru că uneori folosește ghearele din aripi pentru a ataca animale și, rareori, oameni, care se apropie prea mult de ciubul acesteia.